# Rosalyn Lawrence
Rosalyn Lawrence (Lismore, 12 de junio de 1989) es una deportista australiana que compitió en piragüismo en la modalidad de eslalon. Ganó siete medallas en el Campeonato Mundial de Piragüismo en Eslalon entre los años 2009 y 2019.

## Palmarés internacional
| Campeonato Mundial | Campeonato Mundial      | Campeonato Mundial | Campeonato Mundial |
| Año                | Lugar                   | Medalla            | Competición        |
| ------------------ | ----------------------- | ------------------ | ------------------ |
| 2009               | Seo de Urgel (España)   | Medalla de plata   | C1 individual      |
| 2011               | Bratislava (Eslovaquia) | Medalla de oro     | C1 por equipos     |
| 2013               | Praga (República Checa) | Medalla de oro     | C1 por equipos     |
| 2015               | Londres (Reino Unido)   | Medalla de oro     | C1 por equipos     |
| 2017               | Pau (Francia)           | Medalla de plata   | C1 por equipos     |
| 2017               | Pau (Francia)           | Medalla de bronce  | K1 por equipos     |
| 2019               | Seo de Urgel (España)   | Medalla de oro     | C1 por equipos     |